# Chas Laborde
Chas Laborde, pseudònim de Charles Laborde, (Buenos Aires, 8 d'agost de 1886 - París, 30 de desembre de 1941) fon un escriptor, periodista, gravador, pintor i illustrador francès.

## Biografia
Nascut a Buenos Àrees de pares francesos, Chas Laborde és l'alumne de William Bouguereau a l'Académie Julian i de Luc-Olivier Merson a l'Escola belles arts de París, on es fa conèixer pels seus nus.
Chas Laborde ha contribuït a la majoria dels periòdics del seu temps com Le Rire Rouge, L'Assiette au Beurre, Le Sourire, La Baïonnette, la Gazette du Bon Ton, Comœdia, Der Querschnitt, Vogue, Vanity Fair, La Chronique filmée du mois, Paris Toujours, Le Courrier français, Le Crapouillot, Le Figaro, Paris-Midi, Paris-Soir i d'altres.
A més d'un treball de illustrador prolífic, va fer dibuixos publicitaris i de les decorats de teatre. Va ser company de la perfumadora Germaine Cellier.